# Песонен, Пентти
Пе́нтти Пе́сонен (фин. Pentti Pesonen; 7 апреля 1938, Кангаслампи, Миккели — 22 февраля 2024) — финский лыжник, призёр чемпионата мира.

## Карьера
На чемпионате мира-1962 в Закопане в команде вместе с Вяйнё Хухталой, Калеви Лаурилой и Ээро Мянтюрантой завоевал серебряную медаль в эстафетной гонке. Других значимых достижений на международном уровне не имеет, в Олимпийских играх никогда не участвовал.
В 1965 году был чемпионом Финляндии в гонке на 50 км, кроме того дважды завоёвывал серебряные медали на чемпионатах Финляндии, в 1964 году в гонках на 30 и 50 км.